# Folx-les-Caves
Folx-les-Caves [folekav] (en wallon Få-les-Cåves) est une section de la commune belge d'Orp-Jauche située en Région wallonne dans la province du Brabant wallon.
C'était une commune à part entière avant la fusion des communes de 1970.

## Toponymie

### Formes anciennes
De Foul au XIIIe siècle à Folx-les-Caves aujourd’hui, en passant, entre autres, par Fool, Folz, Foulx ou Fooz, l’orthographe du nom du village a souvent varié au cours des siècles. Pour éviter des confusions avec d’autres localités, on y a parfois ajouté un complément. C’est ainsi qu’on trouve Foul en Brabant, Fooz de Jauche ou encore Folz-les-Caves par adjonction du nom du hameau qui regroupait jadis quelques métairies à proximité de la route menant à Jauche. Folx aurait, selon Tarlier et Wauters, été utilisé pour la première fois en 1709.

### Étymologie
Folx ou sa variante Fooz dériverait du latin fossa (carrières) ou fauces (gorge, gouffre ou passage étroit), ce qui s’expliquerait par la présence dans le sous-sol de la localité de vastes carrières

## Géographie
Formant le quartier sud-ouest d’Orp-Jauche, le village de Folx-les-Caves est accroché aux pentes du petit plateau qui domine légèrement la rive orientale de la Petite Gette.

## Démographie
- Sources:INS, Rem:1831 jusqu'en 1970=recensements, 1976= nombre d'habitants au 31 décembre

## Histoire
Le village, qui autrefois appartenait à la mairie de Geest-Gérompont, a un passé ancien puisqu’on y a découvert au lieu-dit Tombois un cimetière franc. Son existence est attestée pour la première fois dans un document datant du XIIIe siècle. Une famille de chevaliers portant le nom du village, les de Foul, résidait alors à Folx et le chapitre Saint-Denis de Liège y possédait le domaine le plus important de la localité. Le seigneur de Jauche, en qualité d’avoué du chapitre, et le duc de Brabant s’y partageaient l’exercice de la Justice. Il y avait donc le "Folx du duc" et le "Folx de Jauche". Cette situation perdurera plusieurs siècles et finalement en 1648, Guillaume de Cottereau, baron de Jauche, rachètera la part du duc. D’autres seigneurs eurent leur résidence à Folx-les-Caves tels, par exemple, les de Glimes qui possédaient en 1542 ce qui est devenu la ferme Vleminckx ou encore les Le Rousseau qui étaient au XVIIe siècle propriétaires de la seigneurie de Heusbeek ou Husbeck, actuellement ferme de la Vallée.
Au XIIIe siècle, l’abbaye de Villers acquit des biens dans le village ainsi que le patronat de son église.
Au cours des siècles, notamment aux XVe et XVIIe siècles, Folx reçut la visite d’armées de passage et dut parfois subir les méfaits et les vexations de la soldatesque. Lors de la bataille de Ramillies en 1706, le village fut soumis au feu des batteries d’artillerie françaises, qui lui infligèrent des dégâts considérables.

## Liste des bourgmestres de 1830 à 1970
- Auguste Baccus, de 1958 à 1968, (PSB).

## Patrimoine et culture

### Patrimoine architectural et sites
- Les grottes de Folx-les-Caves.
- Ferme Vleminckx (ferme de la Brasserie): en 1542, elle est décrite comme propriété des Comtes de Glimes.
- Moulin Bauwin : existait déjà au XVIIe siècle.

## Économie
Folx-les-Caves conserve aujourd’hui une vocation essentiellement agricole. Il connut toutefois dans le passé une certaine activité industrielle. Celle-ci s’est surtout développée aux XIXe et XXe siècles. La plus ancienne est sans conteste l’extraction de la marne mais Folx-les-Caves, bien connu pour sa production de champignons, a aussi eu sur son territoire une batterie de chanvre transformée en moulin à farine, des carrières de sable et de pierre à pavés, une brasserie et une tannerie. Tout cela a maintenant complètement disparu.

## Personnalités
- Résidence principale du peintre belge Dominiq Fournal (depuis 1993) http://www.dominiq-fournal.com
- Résidence du pianiste compositeur Marc Lerchs http://www.marclerchs.com auquel on doit notamment les premières chansons de Lara Fabian).